# Thelypteris cheilanthoides
Thelypteris cheilanthoides är en kärrbräkenväxtart som först beskrevs av Kze., och fick sitt nu gällande namn av George Richardson Proctor. Thelypteris cheilanthoides ingår i släktet Thelypteris och familjen Thelypteridaceae. Utöver nominatformen finns också underarten T. c. mucosa.